# Anastagi
Gli Anastagi (o Anastasi o Nastasi, secondo alcune deformazioni locali) sono un antico casato italiano. 
Vede la propria storia originariamente legata soprattutto alla città di Ravenna (il cui dominio contese alla famiglia Traversari tra i secoli XII e XIII) e fu resa illustre principalmente da Dante che la citò nella sua Commedia, e da Boccaccio nel Decameron. A partire dal XIV secolo vi fu una sorta di diaspora che vide progressivamente emigrare suoi esponenti dapprima verso il centro-Italia (in particolare l'Umbria con Terni, ma anche nelle Marche) e in seguito verso la Sicilia e Malta dove tuttora persiste il nucleo più consistente. Vide tra i suoi maggiori esponenti vari capitani e nobili di vario rango e titolo ma anche sacerdoti, frati, pittori, scultori. Importante la componente maltese che annovera tra i suoi più illustri rappresentanti numerosi cavalieri di Malta.

## Origini leggendarie

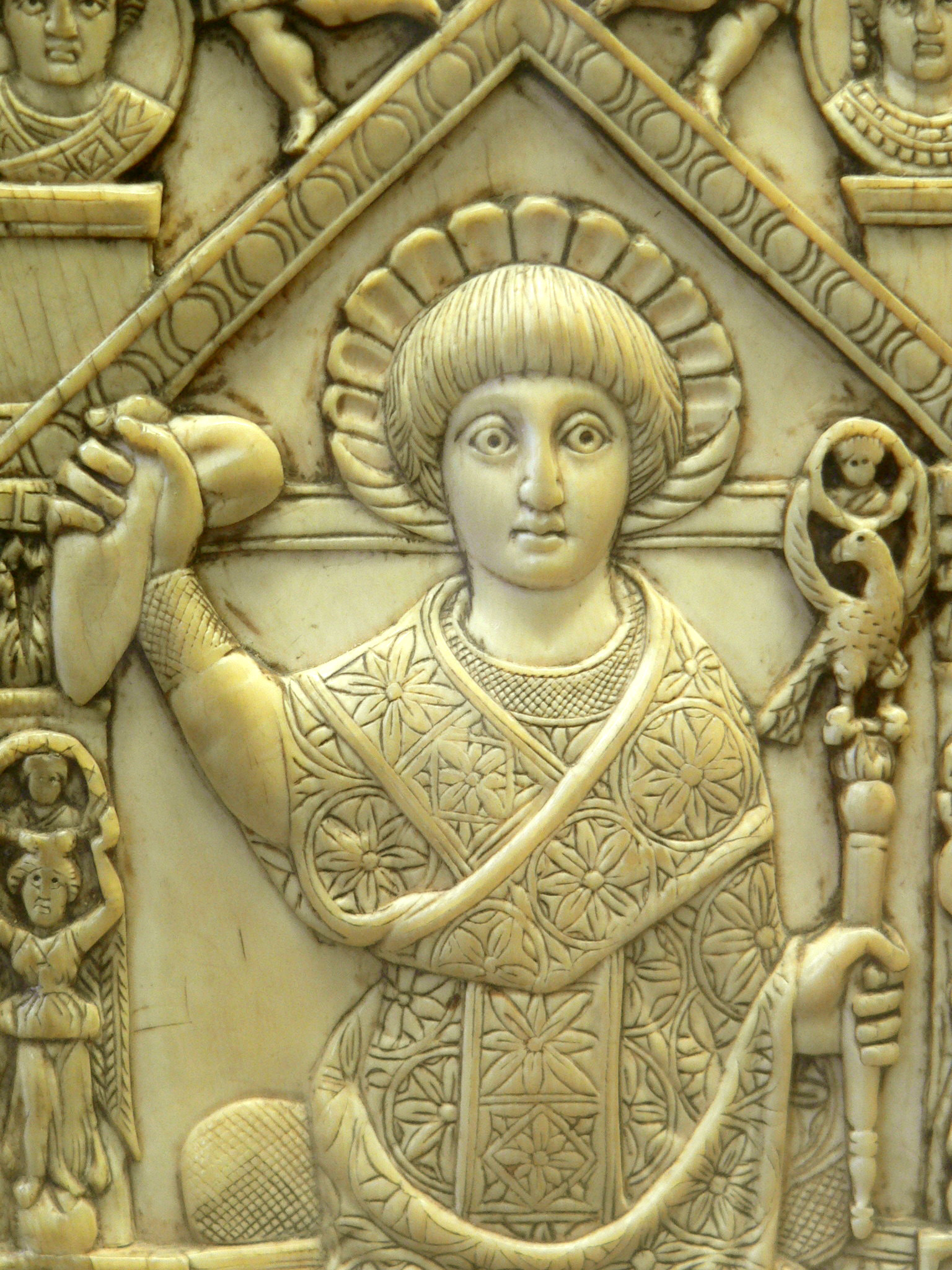
Bassorilievo raffigurante Flavio Anastasio Probo console nel 517

La tradizione fa risalire a Sabiniano Magno ( ... – 481), generale dell'Impero romano d'Oriente, che combatté per l'imperatore Zenone contro il generale ribelle Teodorico Strabone, il proprio capostipite. Ottenuta un certo favore da parte dell'imperatore ottenne la nomina a Magister militum per Illyricum dalle mani del patricius Adamanzio, succedendo in questa carica ad Unulfouna. Il successo militare tuttavia non gli arrise e nel giro di qualche tempo perse il favore dell'Imperatore che nel 481 lo fece uccidere. I figli, nonostante il poco favore di cui aveva goduto il padre negli ultimi anni di vita ricoprirono l'incarico di console, il generale Flavio Sabiniano e Moschiano nel 512. I due sposarono, in seguito a una accorta politica di alleanze matrimoniali, due nipoti dell'imperatore Anastasio I. Il casato ormai saldamente legato alla corona imperiale vide i rispettivi figli delle coppie ascendere ancora alla carica di Console sicché Anastasio Paolo Probo Sabiniano Pompeo Anastasio, figlio di Sabiniano, fu console nel 517 e Anastasio Paolo Probo Moschiano Probo Magno, figlio di Moschiano, nel 518. La famiglia, ormai più legata al nome di Anastasio che di Sabiniano Magno, manterrà come nome di famiglia quello del suo antenato Imperatore romano d'Oriente.
Flavio Anastasio Paolo Probo Sabiniano Pompeo Anastasio sposò Teodora, nata circa nel 515, figlia naturale dell'imperatrice Teodora, moglie dell'imperatore Giustiniano I e dal loro matrimonio nacquero tre figli Anastasio, Giovanni e Atanasio.
Del passaggio da Costantinopoli in Romagna non ci sono notizie certe ma la leggenda narra che si trasferirono a Ravenna in seguito alle campagne che portarono alla conquista bizantina dell'Italia.

## Storia

### Alto Medioevo
Anastasio figlio di Anastasio Paolo Probo Sabiniano Pompeo Anastasio sposò Giovannina, unica figlia del generale Flavio Belisario e della moglie Antonina, matrimonio che, tuttavia, durò solo otto mesi: i due furono costretti a separarsi dai genitori. Anastasio, giunto in Italia al seguito del precedente suocero sposò in secondo nozze nel 548, Giuliana (n. ca 533), figlia di Flavio Anicio Probo Iunior (495 - 525 ca), console romano nel 525 e della moglie e cugina Proba da questo matrimonio ebbero due figli. Placidia (n. ca 552), che sposò Giovanni, soprannominato Mystacon, "baffuto", che fu un generale (magister militum) nelle guerre con la Persia sasanide durante i regni degli imperatori bizantini Tiberio II e Maurizio. La loro discendenza è sconosciuta. L'altro figlio, Areobindo (n. ca 550) si sposò ed ebbe, da quanto risulta: Anastasia Areobinda (n. ca 570) che sposò Pietro Augusto (ca. 550-602), curopalate e fratello dell'Impero bizantino Maurizio. La di loro figlia Flavia Giuliana (n. c. 590), sposò Atanagildo (n. c. 585), figlio di Sant'Ermenegildo e della moglie Ingonda, principessa dei Franchi, nipote paterno di Leovigildo, Visigoti di Spagna. Ardabasto figlio di Atanagildo e Flavia Giuliana è il padre di Ervige re dei visigoti e padre di Pietro di Cantabria duca di Cantabria e capostipite dei re di Castiglia e Leon e poi di Spagna.
Dalla caduta dell'Esarcato in poi le notizie si fanno scarne e il casato Anastasi sembra disperdersi e ricomparire seguendo fasi alterne fino al IX secolo anno in cui le cronache lì individuano attivi e prosperi a Ravenna come attestato dall'esistenza di Porta Anastasia e del Palazzo Anastagi. Di certo si sa che alcuni Anastagi in realtà dalla fine del secolo IX all'inizio dell'XI risultano ancora fregiarsi del titolo di consul, divenuto ormai un semplice segno di distinzione nobiliare, retaggio di un'antica tradizione che li aveva visti ricoprire le più alte magistrature dell'Impero romano d'Oriente.

### Basso Medioevo
A partire dal volgere del Mille con il sorgere dei comuni e lo stabilizzarsi dello scacchiere politico nel nord-Italia gli Anastasi ormai affermatisi come una delle famiglie più ricche e in vista della città iniziano a lottare per ottenere la signoria sulla stessa, infatti poco prima del Duecento è dato nuovamente rintracciare degli Anastasi che, sebbene da questo momento essi figurino privi di ogni titolo nobiliare, si mantengono molto potenti e in atteggiamento di grande rivalità verso i Traversari, pur militando entrambe le famiglie nella Parte filo-imperiale. Rubeus, storico di Ravenna vissuto nel XVI sec, che li ricorda come discendenti di una famiglia " potentissima ac nobilissima ", li presenta come la famiglia rivale dei Traversari e soccombente nel confronto. I contrasti diventano particolarmente acuti a partire dal 1239, quando Paolo Traversari abbandona la causa sveva per schierarsi con le forze guelfe. Sarà proprio tale confronto logorante ad affrettare, già nel corso del Duecento, il declino degli Anastasi, che precederà di poco quello dei Traversari.
Ai primi del Trecento, gli ultimi discendenti della casata sono ricordati tra i dipendenti dalla Chiesa ravennate, residenti in Ravenna nelle regioni urbane di S. Giovanni Battista e di S. Vittore.
Dante, che in seguito al suo esilio ravennate ebbe modo di familiarizzare con la storia della città, nel Purgatorio, nel ricordare insieme Anastasi e Traversari, li accomuna in un plauso per il passato speso al servizio dell'aquila imperiale. Tuttavia ci racconta della loro tradizionale rivalità e soprattutto dei loro recenti dolorosi trascorsi. Della supposta parentela degli Anastasi in particolare con i Polentani non è stato possibile rintracciare alcuna testimonianza, tuttavia nulla ci autorizza a escluderla.
Della terribile rivalità tra le due casate ne da eco la letteratura, da un lato l'Alighieri, e dall'altro il Boccaccio nel Decameron, giornata quinta novella ottava, nella storia di Nastagio degli Onesti riporta la storia dell'infelice amore tra Guido degli Anastagi e una donna della famiglia dei Traversari.
In seguito alla sconfitta subita per mano dei Traversari alcuni Anastasi fuggono verso sud verso Toscana, Marche e Umbria.
Della loro presenza in questi luoghi abbiamo testimonianza soprattutto in merito alla vicenda che vide i conti Anastasi entrare in lotta con la potente famiglia degli Alfani. Di quella presenza ne è testimonianza l'uso comune tra gli abitanti di definire "terre degli Anastasi" l'area di Civitella d'Arna luogo in cui si trovava la residenza degli Anastasi.

### Età Moderna
A partire dal XVI secolo gli Anastasi si spostarono verso sud giungendo a Messina e a Malta. Furono proprio questi ceppi a perpetuare poi nei secoli il nome degli Anastasi.
Il ceppo maltese sempre molto affine a quello siciliano diventò uno dei protagonisti della politica maltese e in breve tempo acquista una grossa rappresentanza anche tra i cavalieri dell'ordine di Malta. Uno dei più noti sarà Vicenzo Anastagi, cavaliere dell'ordine di Malta, che partecipò all'Assedio del 1565. Nonostante si fosse unito all'ordine solo da poco la sua presenza a quella battaglia segnò la storia dell'Europa. Grazie ai buoni rapporti che aveva intessuto (anche per merito dei suoi familiari siciliani) con i baroni siciliani che riuscì a ottenere delle truppe di rinforzo. Inoltre il 7 agosto del 1565, mentre l'esercito ottomano assaltava Senglea e Vittoriosa, il capitano di cavalleria Vincenzo Anastagi, comandante della cavalleria nella fortezza di Mdina, diede l'assalto il campo turco distruggendo l'ospedale da campo e massacrando feriti e infermi e inducendo l'esercito ottomano a ripiegare per scongiurare una completa devastazione. In seguito alla vittoria nell'Assedio di Malta l'Anastagi venne nominato capitano delle guardie di Castel Sant'Angelo, incarico che mantenne per 18 anni. Al suo ritorno a Malta nel 1586 venne assassinato da due cavalieri rimasti anonimi.
In Sicilia la presenza della famiglia Anastasi è attestata dalla Mastra Nobile del Mollica in cui si rinviene un Pietro Anastasi nel 1594. Un ramo questa si trasferì a Rametta e appartenne a tale ceppo quel Ignazio, capitano di giustizia di Rametta negli anni 1793-94 e 1799-1800, che fu nominato barone di Acqua del Bosco e Pezzagrande, feudo mantenuto fino al 1944 anno in cui si estinsero i discendenti diretti.

### Oggi
Attualmente gli Anastasi sono presenti in Sicilia, Malta e negli Stati Uniti dove un folto gruppo è emigrato nei primi decenni del XX secolo.

## Anastasi famosi

### Religiosi
- Filippo Anastasio † (11 aprile 1699 - 13 dicembre 1724 dimesso), arcivescovo di Sorrento-Castellammare di Stabia
- Lodovico Agnello Anastasi † (20 dicembre 1724 - 19 febbraio 1758 deceduto), arcivescovo di Sorrento-Castellammare di Stabia
- Ermanno degli Anastasi † (4 dicembre 1307 - 15 agosto 1321 deceduto), vescovo di Pistoia

### Militari
- Vincenzo Anastagi, cavaliere di Malta protagonista dell'Assedio dell'isola del 1565

### Artisti
- Giovanni Anastasi, pittore
- Giuseppe Anastasi, musicista
- Gabriele "Lele" Anastasi, batterista, compositore, arrangiatore e produttore artistico
- Rosario Anastasi, scultore
- Virgilio Anastasi, scrittore e poeta italiano

### Sportivi
- Andrea Anastasi, allenatore ed ex giocatore di pallavolo
- Giuseppe Anastasi, calciatore
- Maurizio Anastasi, calciatore
- Pietro Anastasi, calciatore